# Призрачный доктор
«Призрачный доктор» (кор. 고스트 닥터, также известный как «Доктор-призрак») — южнокорейская дорама в жанре фэнтези и медицинской драмы 2022 года с Рейном и Ким Сан Бомом в главных ролях. Премьера состоялась на телеканале tvN 3 января 2022 года. Сериал также доступен в онлайн-кинотеатрах TVING, iQiyi и Viu.

## Сюжет
Сериал вращается вокруг двух врачей, которые обладают совершенно противоположными личностями и медицинскими навыками: Чха Ён Мин (Рейн) — гениальный врач и высококвалифицированный кардиоторакальный хирург, но высокомерный и эгоистичный человек. Го Сын Так (Ким Бом), который, хотя и обладает отличными медицинскими знаниями, плохо справляется со своими обязанностями, так как ему мешает боязнь крови. Однажды Ён Мин оказывается вовлечённым в неожиданное дело, и из-за этого его дух вселяется в тело Сын Така.

## В ролях

### В главных ролях
- Рейн в роли Чха Ён Мина — 38-летнего гениального кардиоторакального хирурга с «золотыми руками». Он может проводить сложные операции и является лучшим врачом больницы Фонда Ынсанг[4].
- Ким Бом в роли Го Сын Така — 28-летнего первокурсника ординатуры по торакальной хирургии, резидента «серебряной ложки» в больнице, поскольку его дед является основателем больницы, а его мать является нынешним председателем фонда. У него отличные теоретические знания, но на практике он неуклюж в работе[5].
- Ким Ю Чжин в роли Чан Се Чжин — 38-летней врача-нейрохирурга, является любовным интересом Чха Ён Мина, выросла как дочь матери-одиночки[6].
- Сон На Ын в роли О Су Чжон — 28-летней очень талантливой стажёрки отделения неотложной помощи. Прямолинейна в работе и хочет стать кардиоторакальным хирургом. Лучший друг Го Сын Така, внучка О Джу Мён, который после смерти становится призраком, Тес.

## Производство
17 марта 2021 года стало известно, что Рейн примет участие в съёмках сериала «Призрачный доктор» режиссёра Пу Сон Чхоля. В последний раз он появлялся в сериале 2019 года «Добро пожаловать в жизнь». Актёрский состав был подтверждён 8 ноября 2021 года. 2 ноября Сон На Ын опубликовала фото со съёмочной площадки.
6 февраля 2022 года стало известно, что съёмки завершены.

## Саундтрек

### Часть 1
| №  | Название                  | Текст песни               | Музыка        | Artist       | Длительность |
| -- | ------------------------- | ------------------------- | ------------- | ------------ | ------------ |
| 1. | «Fly Away»                | December 32, Ruid (Llwyd) | Kim Tae-young | Шин У (B1A4) | 3:45         |
| 2. | «Fly Away» (instrumental) |                           |               |              | 3:45         |

### Часть 2
| №  | Название                                                 | Текст песни | Музыка | Artist | Длительность |
| -- | -------------------------------------------------------- | ----------- | ------ | ------ | ------------ |
| 1. | «My heart is everything to me» (내겐 전부인 마음인 걸요) | KEHN        | KEHN   | K.Will | 3:17         |
| 2. | «My heart is everything to me» (instrumental)            |             |        |        | 3:17         |

### Часть 3
| №  | Название                 | Текст песни    | Музыка         | Artist | Длительность |
| -- | ------------------------ | -------------- | -------------- | ------ | ------------ |
| 1. | «Romance» (연애)         | Kim Hyun-cheol | Kim Hyun-cheol | Sondia | 4:07         |
| 2. | «Romance» (instrumental) |                |                |        | 4:07         |

### Часть 4
| №  | Название                        | Текст песни               | Музыка        | Artist                  | Длительность |
| -- | ------------------------------- | ------------------------- | ------------- | ----------------------- | ------------ |
| 1. | «You Better Not»                | December 32, Ruid (Llwyd) | Kim Tae-young | Donggeon & Jaeyun (TO1) | 2:44         |
| 2. | «You Better Not» (instrumental) |                           |               |                         | 2:44         |

### Часть 5
| №  | Название                              | Текст песни | Музыка | Artist             | Длительность |
| -- | ------------------------------------- | ----------- | ------ | ------------------ | ------------ |
| 1. | «Make a Smile For Me» (웃어주기로 해) | SNNNY       | SNNNY  | Yubin (Oh My Girl) | 4:08         |
| 2. | «Make a Smile For Me» (instrumental)  |             |        |                    | 4:08         |